# Viking Lady
Die Viking Lady ist ein norwegischer Versorger, der im Rahmen des Fellowship-Forschungs- und Entwicklungsprojekt zu Versuchszwecken in mehreren Projektschritten mit einer Brennstoffzelle und Akkumulatoren ausgestattet wurde und von Eidesvik Offshore eingesetzt wird.

## Allgemeines
Das 2009 an Eidesvik Shipping abgelieferte Schiff verfügt über einen Gasmotor nach dem dieselelektrischen Prinzip. Die Motoren arbeiten wie die Brennstoffzelle mit Flüssigerdgas LNG (liquefied natural gas) und emittieren kein Schwefeldioxid, keinen Ruß, rund 85 % weniger NOx und etwa 20 % weniger CO2. Ein Teil der elektrischen Energie wird mit einer Brennstoffzelleneinheit erzeugt. Die Viking Lady gilt in der Fachwelt als erstes kommerzielles Seeschiff bei dem eine Brennstoffzelle eingesetzt wurde. Sie dient vor allem zur Speisung des elektrischen Bordnetzes und vermeidet damit vor allem auch in Häfen Belastungen durch Lärm und Abgase.

## Entwicklungsphasen
Die erste Phase lief von 2003 bis 2005, kostete 20 Mio. Norwegische Kronen und diente zur Untersuchung der Technologie mit Einbeziehung der am Weltmarkt verfügbaren Aggregate von schiffstauglichen Brennstoffzellen. Voraussetzung war, dass die Brennstoffzelle mit Erdgas betrieben werden kann.
In der zweiten Phase von 2007 bis 2012 (93,5 Mio. NOK) wurden die ausgewählten Komponenten getestet und das Zusammenspiel simuliert. Die Brennstoffzelle mit 320 kW von der MTU Onsite Energy wurde in das Schiffsmaschinensystem integriert. Zuerst in der Planung und Konstruktion, 2009 wurde die Anlage eingebaut und im Dezember 2009 erprobt. Zusätzlich wurden die Pufferakkumulatoren erweitert. Die Maschinenanlage ist eine Hybridanlage, bestehend aus vier Dual-Fuel-Dieselmotoren mit je 2000 kW und einer Brennstoffzelle mit 320 kW.
In der dritten Phase ab Inbetriebnahme 2013 werden die Praxisdaten mit Messeinrichtungen dokumentiert und Normen und Regeln für hybride Energiesysteme erarbeitet.

## Einsatzfälle der Brennstoffzelle
- Insel-Modus, wo das Schiff (das elektrische Bordnetz) von Brennstoffzelle und Batterie allein betrieben wird
- Unterstützungs-Modus bei schwerem Wetter, in dem die Batterie verwendet wird, um häufige Lastschwankungen an den Gasmotoren zu reduzieren
- Dynamic Positioning Modus, in dem die Batterie mit einer Lade-/Entlade-Strategie als Stromredundanz verwendet wird, um die Motoren im effizienten Bereich betreiben zu können und häufige Lastschwankungen zu reduzieren.[3]